# Гебры
Гебры (перс. زرتشتیان, بهدینان‎ [zærtoʃtijɒ'n], [behdinɒ'n]), также известные как зороастрийцы Ирана — исповедующая зороастризм древнейшая этноконфессиональная группа в Иране, наряду с парсами одно из двух последних в мире сообществ, сохранивших эту религию. Являются официально признанным религиозным меньшинством. Правительство Исламской Республики Иран на 2009 год оценивало численность зороастрийцев в 20 000 человек, сами же зороастрийцы заявляли, что их число в Иране, на тот момент, составляет примерно 60 000 человек. По официальной переписи населения в 2011 году, зороастрийцы составляли около 25 271 человек, проживающих в основном в Тегеране, Йезде с его окрестностями и Кермане с окрестностями. Онлайн-опрос, проведённый нидерландской компанией JAMAAN в 2020 году в Иране, показал, что 8% из тех, кто принял участие в опросе, придерживаются зороастризма.

## Название
Зороастрийцы традиционно именуют себя «бехдинами» (перс. بهدینان‎ [behdinɒ'n]) — «приверженцами благой веры» (то есть зороастризма) или «заратуштрийцами» (перс. زرتشتیان‎ [zærtoʃtijɒ'n]) — последователями пророка Заратуштры (перс. زرتشت‎ [zærto'ʃt]). Последнее наименование принято в Исламской Республике Иран и как официальное.
Существуют также устаревшие внешние наименования, получившие пренебрежительную окраску: огнепоклонники (перс. آتشپرست‎ [ɒtæʃpæræ'st]) и гебры (перс. گبر‎ [gæbr]). Последнее происходит от арамейского gbrʾ/gabrā букв. «человек», как называли свободных жителей Месопотамии в Сасанидском Иране. Название, по всей видимости, было перенесено с зороастрийской общины Месопотамии на всех зороастрийцев при исламизации Ирана и со временем стало не совсем точным синонимом араб. كافر‎ [ka: fir] «неверный», что особенно видно в тюркском слове гяур, заимствованном из персидского. Тем не менее непосредственно кафирами зороастрийцы, традиционно считающиеся «Людьми Писания» (хотя в исламе у них этот статус спорен), в Иране не назывались.
Другими устаревшими и вышедшими из употребления названиями зороастрийцев являются перс. مغ‎ [moʁ], араб. مجوس‎ [madʒu: s] — «маги», по имени священнического сословия зороастрийцев.

## Язык
Разговорным языком йездской и керманской общин традиционно является относящийся к северо-западной подгруппе иранских языков язык/диалект дари (не путать с афганским дари). Диалект существенно отличается от персидского языка и, в частности, от диалектов, на которых разговаривает окружающее шиитское население. Мусульмане, не понимающие этот диалект, называют его габри («язык неверных»).
Зороастрийский дари принадлежит к континууму центральноиранских диалектов, окружающих пустыню Деште-Кевир и представляет собой, по всей видимости, потомка местных диалектов региона, сохранившихся у замкнутого и изолированного религиозного меньшинства, не подвергшегося персизации, как это случилось с вовлечёнными в общие этнические процессы Большого Ирана иранцами, принявшими ислам.
Дари никогда не служил ни языком культа, ни языком литературы и официальных документов, всегда оставаясь сугубо бытовым языком. Даже зороастрийская поэзия до недавнего времени всегда составлялась только на персидском.
Все носители дари двуязычны. Зороастрийцы, переселившиеся за пределы Йезда и Кермана, довольно быстро переходят на персидский и в бытовом общении. В самих двух городах в последнее время с прекращением изоляции и активным вовлечением зороастрийцев в общеиранскую жизнь дари также подвергается сильному воздействию персидского.

## История

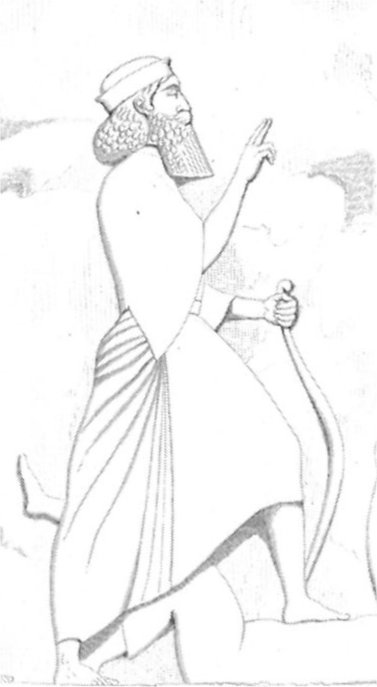
Дарий I.

Нет беспристрастных письменных свидетельств, относящихся ко времени Заратуштры. Самые ранние сохранившиеся письменные упоминания о Заратуштре (от неперсов), по-видимому, принадлежат греческим писателям. Заратуштра и его первые последователи были персами, жившими между бронзовым и железным веками (примерно 1200—600 года до н.э.):1.
О времени переселения иранских народов в Иран можно судить главным образом по ассирийским записям:48. Кроме того, Геродот вспоминает, что одно из мидийских племён, которое называлось «Магои», более известное как «Маги», имело много жрецов и служило как мидянам, так и персам. Ко времени Мидийской империи (около 612 года до н. э.), зороастризм был хорошо распространён как в регионе Парс (позже там располагалась столица Персии), так и в других восточных районах Ирана:49.

### Империя Ахеменидов
Персы во главе с Киром Великим вскоре основали Персидскую империю, разгромив мидян в 549 году до нашей эры:49. По мере того как персы расширяли свою империю, зороастризм был представлен греческими мыслителями, такими как Гермодор, Гермипп, Ксанф, Евдокс и Аристотель; каждый из них давал различную дату относительно жизни Зороастра, но, естественно, считал его персидским пророком и называл его «мастером волхвов».
Хотя со времён Кира не сохранилось никаких надписей о его религии, найденные в Пасаргадах огненные алтари, а также тот факт, что он назвал свою дочь Атоссой, именем царицы Виштаспы (покровительницы Зороастра), позволяют предположить, что он действительно мог быть зороастрийцем.
Однако точно известно, что ко времени Дария Великого (549–485/486 годов до н. э.) империя была явно зороастрийской. Так в одной из надписей Дарий I заявляет, что:
Великий Бог это Ахурамазда, который создал эту землю, который создал это небо, который создал человека, который создал счастье для человека, который сделал Дария царём, одним царём над многими, одним господином над многими.
Персеполь (или Парса) был одним из четырёх столичных городов империи Ахеменидов, построенной Дарием Великим и его сыном Ксерксом; это был славный город, известный миру как «самый богатый город под солнцем». Это была также торговая столица Ближнего Востока.
Одной из главных функций Персеполя было служить местом проведения древнего зороастрийского праздника Новруз. Поэтому каждый год представители каждой страны, находившейся под властью Персии, привозили в Персеполь дары, чтобы показать свою преданность царю и империи.

### Парфянское царство
Степень покровительства Аршакидов зороастризму обсуждается в современной науке. Последователи Зороастра сочли бы неприемлемыми кровавые жертвоприношения некоторых иранских культов парфянской эпохи. Однако есть свидетельства того, что Вологез I поощрял присутствие при дворе зороастрийских магов-жрецов и спонсировал составление зороастрийских священных текстов, которые впоследствии легли в основу Авесты.

### Империя Сасанидов
Во времена Империи Сасанидов (224—651 года н. э.) зороастризм был провозглашён государственной религией, Сасаниды активно способствовали религиозному возрождению зороастризма.
В период своего многовекового сюзеренитета над Кавказом Сасаниды предпринимали успешные попытки продвинуть там зороастризм, и он был там достаточно заметен в дохристианскую эпоху (особенно в современном Азербайджане).
Из-за своих связей с христианской Римской империей, главным соперником Персии со времён парфян, Сасаниды с подозрением относились к христианству, и после правления Константина Великого иногда преследовали его. Власть Сасанидов настолько была поглощена обращением своих поданных в зороастризм, что столкнулась с восстанием армян, которые к этому времени уже были христианами. По итогам Аварайрской битвы (451 год н. э.) армяне потерпели поражение, но заставили содрогнуться власть Сасанидов, которые решили умерить свой пыл по обращению других народов в свою веру, также это заставило Сасанидов порвать с официальной римской церковью. Но Сасаниды терпимо относились к христианству несторианской церкви в Персии, а иногда даже одобряли её. Принятие христианства в Грузии (Кавказская Иберия) привело к тому, что зороастризм там медленно, но верно начал приходить в упадок, но уже в конце V века нашей эры он всё ещё широко практиковался как нечто вроде второй установленной религии.
В III веке нашей эры в Персии появляется еретическое учение Сураика, ставшее известным как манихейство. Сураик, ставший позже известным как Мани, был персом, имеющим благородные парфянские корни, основанное им манихейство содержало в себе много элементов из зороастризма, буддизма, а также христианско-гностических представлений, опиравшихся на специфическое понимание Библии, он видел опыт жизни людей на земле как несчастие, что было контрастом зороастрийскому и христианскому взгляду, который должен был олицетворять жизнь на земле через счастье.
Мани был любезно принят шахиншахом Шапуром I и провёл много лет при его дворе, где он был защищён в течение всего правления Шапура. Мани писал на семитском языке (сирийском арамейском), и все его сочинения должны были быть переведены на среднеперсидский язык его последователями, которые перевели имя верховного бога Мани как Зурван и назвали его отцом Ормазда (Ахурамазда, Бог мудрости, главное божество зороастризма).
Деятельность Мани вызвала недовольство среди зороастрийского жречества и других конфессий таких как буддисты и христиане. Им не нравилось, что манихеи во время своей миссионерской деятельности прикидывались членами других религий и после вливания в ту или иную религиозную общину начинали переманивать к себе членов этих общин, при этом они никогда открыто не называли себя членами этой секты; также достаточно серьёзным и кощунственным были очень вольные трактовки догм чужих религий, так к примеру они говорили, что к Адаму и Еве явился не дьявол в образе змея, а Христос; также манихеи очень агрессивно относились к другим религиям и называли догмы чужих религий неверными, считая свой путь исключительно правильным в то время как другие жестоко ошибались; и последнее это было полное неприятие материального мира, так примеру они считали скотоводство и земледелие чуть не самыми варварскими деяниями наносящими боль растениям и животным и потому признавались запретными. Всё это в совокупности, вызывало недовольство зороастрийского жречества, а позже между Мани и шахским двором произошла ссора, это было при правлении шаха Варахрана I. В итоге Мани был вызван на ковёр к царю и после длительного диспута с мобед-мобедом, по итогам, которого его учение было названо непрактичным и вредным, он был брошен в тюрьму, а после жестоко казнён (с него заживо содрали кожу), его чучело вывесили в столице для демонстрации подданным империи. Так началось преследование манихеев и вскоре они были изгнаны из Персии. На протяжении большей части эпохи Сасанидов манихеи были преследуемым меньшинством.

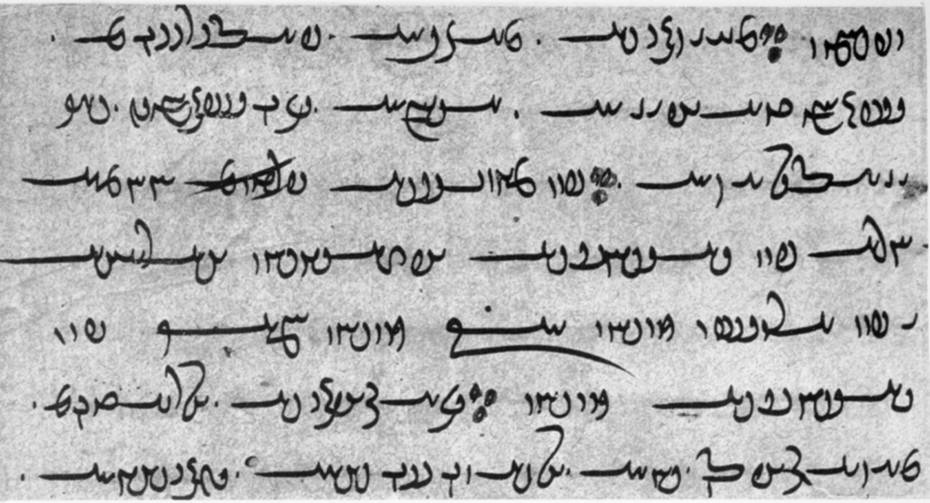
Страница из рукописи Авесты. Ясна 28:1

Позже в персидском зороастризме появляется такое течение как зурванизм, хотя точное время и происхождение зурванидского зороастризма неясно, именно в период Сасанидов он получил широкое признание, и многие из персидских царей были, по крайней мере, в некоторой степени приверженцами этого направления. Зурванизм пользовался царской санкцией в эпоху Сасанидов, но никаких его следов не осталось после X-го века.
В отличие от маздейского зороастризма, зурванизм считал Ахурамазду не трансцендентным Творцом, а одним из двух равных, но противоположных божеств под верховенством Зурвана. Центральное зурванийское верование сделало Ахурамазду (среднеперсидский: Ормузд) и Ангра-Майнью (Ариман) братьями-близнецами, которые сосуществовали на протяжении всех времён.
Зороастрийские рассказы о типично зурванийских верованиях не были первыми следами зороастризма, которые достигли Запада, что ввело в заблуждение европейских учёных, которые пришли к выводу, что зороастризм был дуалистической верой.
Зороастрийский культ зурвана не следует путать с манихейским использованием имени Зурван в среднеперсидских текстах для обозначения манихейского божества света. Мани сам ввёл эту практику (возможно, по политическим причинам) в своём Шапургане, который он посвятил своему покровителю Шапуру II.
В 224 году нашей эры, когда вавилонский календарь был заменён на зороастрийский, 1 фравардина (название месяца) и празднование Нового года или Навруза переместились на 1 октября. Древний обычай отсчитывать царские годы от коронации монарха был восстановлен. В этот момент календарь был перестроен с учётом сезонов, отложив эпагемонай (название месяца) на восемь месяцев (так что теперь они предшествовали началу девятого месяца) и соответственно скорректировав даты гаханбаров (сельскохозяйственных праздников).
Это вызвало недоумение, так как Новый год теперь приходился на пять дней раньше, чем раньше, и некоторые люди продолжали соблюдать старую дату. После 46 лет (226—272 годы н. э.), с 1 фравардином теперь 19 сентября, ещё одна календарная реформа была осуществлена внуком Арташира Ормиздом I (272—273 годы н. э.). В течение первых лет после введения новых дней гаты население не всегда принимало новые даты религиозных праздников, в результате чего «официальные» торжества проводились на пять дней раньше, чем народные. В последующие годы население соблюдало дни гаты, но первоначальное пятидневное расхождение сохранялось. Реформа Ормизда I состояла в том, чтобы связать народные и официальные даты празднования, чтобы сформировать непрерывные шестидневные праздники. Навруз был исключением: первый и шестой дни месяца отмечались по-разному. Меньшей Навруз отмечался на 1 фравадина. 6 фравардина стал великим Наврузом, днём особого праздника. Примерно в X веке н. э. большой Навруз был связан с возвращением легендарного царя Джамседа; в современной практике он сохраняется как символическое празднование Дня Рождения Зороастра, или Хордад Сал.
Мэри Бойс утверждала, что где-то между 399 и 518 годами нашей эры шестидневные фестивали были сжаты до пяти дней. Главные праздники, или гаамбары, современной зороастрийской практики, всё ещё сохраняются как пятидневные обряды.

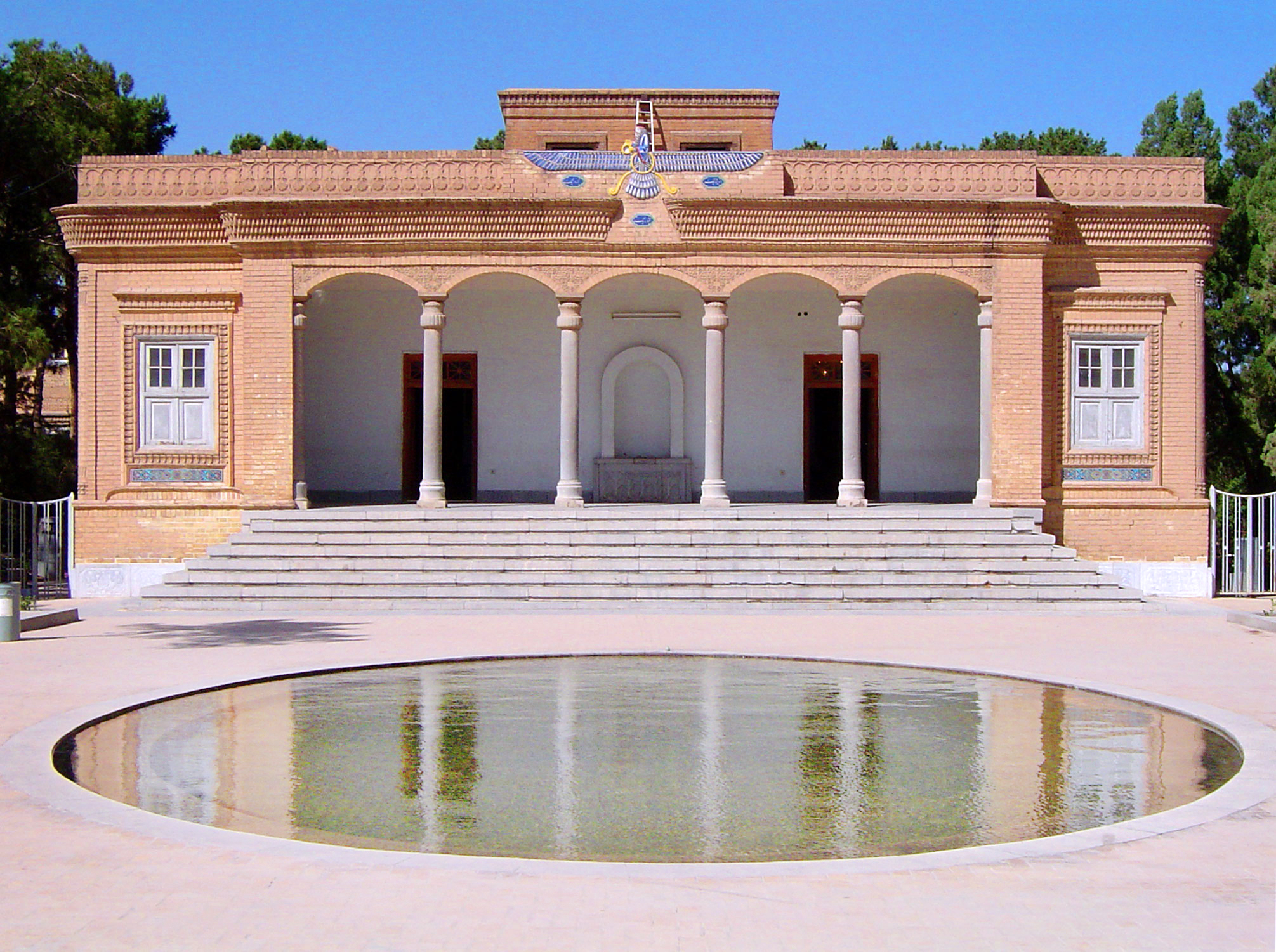
Зороастрийский храм огня в Йезде

Три великих священных огня Персии во времена Сасанидов были Адур Фарнбаг, Адур Гушнасп и Адур Бурзен-Михр, которые горели в Парсе, Мидии и Парфии соответственно. Из этих трёх Адур Бурзен-Михр был самым священным огнём, поскольку он был связан с самим пророком Заратустрой и царём Виштаспой.
В 491 году появляется религиозное и общественное движение в зороастризме под названием маздакизм, его вдохновителем и руководителем был зороастрийский мобед Маздак, это движение было направленно в первую очередь против персидской знати и представляло собой нечто похожее на современный социализм. Сначала движение пользовалось поддержкой шаха, однако в процессе развития и радикализации движения, против него были приняты жестокие меры. Маздак и его главные ученики были казнены, а движение подверглось запрету.
Авеста, священная книга для зороастрийцев была обновлена во времена Сасанидов и приобрела тот вид, который она имеет сегодня. Денкард передает легенду, связанную с Авестой. В этой истории заслуга в сопоставлении и восстановлении Авесты после лихолетий во времена походов Александра Македонского и времён застоя при Парфянском царстве, дана раннему сасанидскому жрецу Тансару (первосвященнику при шахах Ардашире I и Шапуре I), который собрал разрозненные работы, и из которых он одобрил только часть как авторитетные (Dk 3C, 4D, 4E). Работа Тансара была затем предположительно завершена Адурбадом Махраспанданом (верховным жрецом при Шапуре II), который произвёл общий пересмотр канона и продолжал обеспечивать его ортодоксальность (Dk 4F, AVN 1.12-1.16). Окончательный пересмотр был предположительно предпринят в VI веке при Хосрове I (Dk 4G).

### Арабское завоевание Персии
Мусульманское завоевание Персии, также известное как арабское завоевание Персии, привело к падению Сасанидской империи в 651 году и окончательному упадку зороастризма в Иране. Арабы впервые напали на территорию Сасанидов в 633 году, когда генерал Халид ибн Валид вторгся в Месопотамию, которая была политическим и экономическим центром государства Сасанидов. После перехода Халида на римский фронт в Леванте мусульмане в конечном счёте потеряли свои владения из-за персидских контратак. Второе вторжение началось в 636 году при Сааде ибн Абу Ваккасе, когда ключевая победа в битве при Кадисии привела к окончательному прекращению контроля Сасанидов над землями к западу от Ирана. Горы Загрос стали тогда естественным барьером и границей между Арабским халифатом и империей Сасанидов. Из-за постоянных набегов персов в этот район халиф Умар приказал полностью вторгнуться в оставшуюся часть Сасанидской империи в 642 году, и к 651 году Сасанидская империя пала, быстрое завоевание Персии в серии хорошо скоординированных многоплановых атак, направленных халифом Умаром из Медины в нескольких тысячах километров от полей сражений в Персии, стало его величайшим триумфом, способствуя его репутации великого военного и политического стратега.
Иранские историки пытались защитить своих предков, используя арабские источники, чтобы проиллюстрировать, что «вопреки утверждениям некоторых историков, иранцы на самом деле долго и упорно боролись против вторжения арабов». К 651 году большинство городов в иранских землях, за заметным исключением прикаспийских провинций и Мавераннахра, оказались под властью арабских армий. Многие населённые пункты Ирана организовали оборону от захватчиков, но в конце концов ни один из них не смог отразить наступление. Даже после того, как арабы подчинили себе страну, многие города поднимали восстания, убивая арабских губернаторов или нападая на их гарнизоны, но подкрепления от халифов преуспели в подавлении всех этих восстаний и навязывании власти ислама. Показательным примером является насильственное подчинение Бухары после многих восстаний. Однако обращение в ислам было лишь постепенным. В ходе этого процесса было совершено много актов насилия в отношении зороастрийцев, многие священные писания были сожжены, а большое число мобедов казнено. После завоевания Персии, персы начали восстанавливать свои позиции, поддерживая персидский язык и культуру. Несмотря на это, ислам был принят многими под политическим, социально-политическим давлением или просто по убеждению и он стал доминирующей религией, на протяжении веков постоянно сокращали численность иранских зороастрийцев. Зороастрийцы должны были платить джизию, что, однако, не застраховывало их от «случайных» поборов и не давало им защиты, они не могли строить дома и храмы без разрешения мусульман, у них были ограничения в выборе профессии, одежде, способе передвижения. Испытывали они и бытовое неприязненное отношение окружающих мусульман.
До середины IX века в Персии не наблюдалось массового принудительного обращения зороастрийцев в ислам, хотя давление оказывалось постоянно. Зороастрийцы в это время составляли значительное религиозное меньшинство. Позже борьба за установление во всём халифате ислама принимает самые жесткие формы. В IX веке в провинции Фарс проживало большинство иранских зороастрийцев. Именно здесь они сумели кроме своей веры сохранить национальные и культурные традиции. Арабский географ ибн Хаукал сообщает о неприступных замках в горах, в которых хранились древние священные книги и ценные рукописи. В X веке зороастрийцев в Персии, особенно в Хорасане было довольно много, но начиная с XI века упоминания о зороастрийцах в арабоязычной литературе встречаются редко, однако при Сельджуках в XI—XII веках гебры подвергались жестокому преследованию или насильственно обращались в ислам.

### Монгольские завоевания
Как уже писалось выше, современные зороастрийцы Ирана являются остатком древнего зороастрийского населения, преобладавшего в Сасанидском Иране. Если ещё в IX—X вв. значительные общины «огнепоклонников» сохранялись в Фарсе, Исфахане, Рее, Герате, Систане и других областях Ирана, то монгольские завоевания внесли свои коррективы. Монгольское вторжение в Иран привело к миллионам смертей и разрушению многих городов. Ранние монгольские завоеватели были, однако, язычниками или буддистами, поэтому преследование зороастрийцев не было столь целенаправленным, как раньше. Однако уже через полвека после завоевания, седьмой ильхан государства Хулагуидов Газан-хан обратился в ислам, что не способствовало благополучному положению зороастрийцев в Персии. К тому моменту, когда монголы были изгнаны, провинция Фарс избежала серьёзного ущерба и зороастрийцы переместились на север Фарса, главным образом в районы Йезда и Кермана, куда были перенесены главные священные огни и куда перебрались высшие мобеды, где даже сегодня находятся основные зороастрийские общины. В окрестностях Йезда и Кермана большинство зороастрийцев занималось земледелием и садоводством в крайне суровых условиях маловодья. Часто их привлекали на работы по уходу за садами, строительству. Большинство торговых профессий им были под запретом, но в самом городе Йезде образовалась и торговая прослойка.

### Сефевидское государство и Каджарский Иран

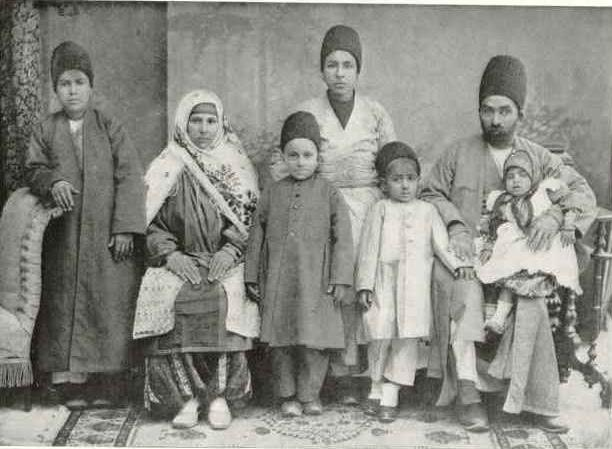
Зороастрийская семья, Тегеран, 1910 г.

Шиитская династия Сефевидов уничтожила то, что когда-то было живой общиной зороастрийцев. Согласно своей официальной политике, Сефевиды хотели, чтобы все обратились в шиитскую версию ислама, были убиты сотни тысяч зороастрийцев и представителей других религиозных меньшинств, когда те отказывались перейти в ислам. Известны и случаи массового истребления огнепоклонников. Одно из них связано с насильственным обращением в ислам по приказу шаха Хосейна I группы зороастрийцев, переселённых из Йезда в Исфахан ещё Аббасом Великим. Другая катастрофа постигла в 1720 году зороастрийцев Кермана, когда вторгшиеся в Иран афганцы уничтожили бо́льшую часть общины этого остана.
Большинство из иранских зороастрийцев были вынуждены иммигрировать в конце XIX-го века, поскольку Каджары наложили на них большие ограничения, хотя осталось около 20%. Во времена династии Каджаров религиозные преследования зороастрийцев были безудержными. Благодаря расширению контактов с влиятельными парсийскими филантропами, такими как Манекджи Лимджи Хатария, многие зороастрийцы уехали из Ирана в Индию. Там они пополнили вторую крупную зороастрийскую общину, известную как парсы, которая образовалась в Индии в ходе бегства части зороастрийцев из Персии от исламского гнёта в IX веке.

## Современное положение

### Династия Пехлеви
Начиная с начала XX века, Тегеран, столица страны, испытал быструю миграцию всех иранских меньшинств. Зороастрийское население увеличилось с 50 купцов в 1881 году до 500 к 1912 году.
Во время правления династии Пехлеви зороастрийцы превратились из одного из самых преследуемых меньшинств в Иране в символ иранского национализма. Эта идея продолжалась вплоть до Исламской революции 1979 года, когда аятолла Садуги провозгласил, что «мы, мусульмане, подобны ветвям дерева, если наши корни будут отрезаны, мы высохнем и умрём», а также последний премьер-министр перед революцией Шапур Бахтияр провёл встречу против аятоллы Хомейни в Лос-Анджелесе, штат Калифорния, в день зороастрийского фестиваля Мехреган (1980 год), в дань «истинному национализму».

### После революции
Как и армянская, ассирийская и еврейские общины, зороастрийцы официально признаны и на основании Конституции 1906 года им выделили одно место в иранском парламенте, которое в настоящее время занимает Эсфандиар Эхтиари Касснавие. Внебрачные отношения и низкая рождаемость влияют на рост зороастрийского населения Ирана, которое, согласно результатам переписи населения Ирана 2012 года, составило 25 271 человек, хотя это представило собой увеличение на 27,5% по сравнению с населением 2006 года.
В 2013 году Сепанта Никнам был избран в городской совет Йезда и стал первым зороастрийским депутатом в Иране. Но он был удалён опекунским советом Исламской Республики Иран на том основании, что немусульмане не должны быть членами городских советов в Иране. Это вызвало много критики со стороны некоторых членов иранского парламента, а также иранской общественности.

### Расселение
Усилившаяся во 2-й половине XX века миграция зороастрийцев из районов исторического компактного расселения привела бо́льшую часть переселенцев в столицу Ирана Тегеран. В настоящее время большинство зороастрийцев Ирана проживает именно в этом мегаполисе и его крупном пригороде Кередже. Глава Анджомана мобедов Тегерана, которым в настоящее время является Ардашир Хоршидиан, является неофициальным религиозным и общественным лидером всего зороастрийского сообщества Ирана. Тегеранская община обладает большим храмом огня (1908 г. постройки), зороастрийской высшей школой мобедов и другими религиозно-общественными учреждениями. Община имеет представителя в Иранском парламенте (Эсфандияр Эхтияри).
Вторая по численности и значимости община населяет остан Йезд, где расположен Йездский Аташ Варахрам — главный зороастрийский храм Ирана. Йезд — единственный остан Ирана, где сохранились зороастрийские сельские поселения, однако большинство йездских зороастрийцев проживает в городе Йезд, его пригородах (включённых в городскую черту) и других городах остана. Зороастрийцы составляют около 5 % населения столицы края. Зороастрийскими кварталами и сёлами остана являются:
- Город Йезд: кварталы Куче-йе Биюк и Каснуе
- Пригороды: Хорремшах, Ахарестан, Носратабад, Насриабад, Марьямабад, Касемабад
- Шахрестан Эрдекан: Шарифабад, Аллахабад
- Шахрестан Мейбод: Мохаммадабад, Хасанабад, Мазреэ-йе Калантар
- Шахрестан Эшкезар: Насрабад, Хосейнабад, Алиабад
- Шахрестан Мехриз: Рахматабад
- Город Тафт: кварталы Сарде, Рахматабад, Баба-Хандан
- Шахрестан Тафт: Зейнабад, Мобараке, Чам (Хосейни)

В окрестностях Йезда расположены 5 особо почитаемых мест, называемых пирами, куда зороастрийцы совершают ежегодные паломничества.
Третья по значимости община проживает в городе Керман (кварталы Махалле-йе Шахр, Будагбаг, Насрие и Моттахари), где существует два больших храма и храм-музей зороастрийской культуры. Храмы огня также существуют у небольших зороастрийских общин Шираза и Исфахана. Некоторое количество зороастрийцев проживает также в Захедане.
Опрос, проведённый нидерландской компанией GAMAAN (Группа по анализу и измерению отношений в Иране), используя онлайн-опросы для обеспечения большей анонимности для респондентов, опросила 50 000 иранцев и обнаружила, что 7,7% были идентифицированы как зороастрийцы. Однако некоторые исследователи утверждают, что большинство респондентов, идентифицирующих себя как зороастрийцев, выражали персидский национализм и стремление к альтернативе исламу, а не строгую приверженность зороастрийской вере.

### Официальный статус и права
Согласно статье 13-й Конституции Ирана иранские зороастрийцы наряду с иудеями и христианами «являются единственными религиозными меньшинствами, которые могут свободно осуществлять свои религиозные обряды в рамках закона и поступать в гражданских делах и в сфере религиозного воспитания согласно своему учению». Согласно статье 64-й конституции зороастрийцам, как и некоторым другим меньшинствам (иудеи, ассирийцы, халдеи и армяне-христиан) выделено одно место в парламенте Ирана, которое в настоящее время занимает Эсфандияр Эхтияри.
В 2013 году Сепанта Никнам был избран в городской совет Йезда и стал первым в Иране советником-зороастрийцем. В мае 2017 года Никнам был переизбран, несмотря на противодействие фундаменталистов, но в октябре того же года был временно отстранен от должности решением суда.
Известные иранские зороастрийцы XX века:
- Джамшид Бахман Джамшидиан (1851—1933), также известный как Арбоб Джамшиди — первый представитель зороастрийцев в парламенте Ирана и пионер современного банковского дела в Иране.[48]
- Кейхосров Шахрох (1864—1939), также известный как Арбоб Кейхошров, видный деятель иранского националистического движения, политик, депутат, один из авторов реформы иранского календаря.[49]
- Фарханг Мехр (1923—2018) — юрист, бизнесмен, государственный деятель, учёный, после революции — профессор международных отношений в Бостонском университете.[50]